# Commanderie de Malleyrand
La commanderie de Malleyrand ou commanderie Saint-Jean-Baptiste de Malleyrand est une commanderie templière puis hospitalière qui est située à Yvrac-et-Malleyrand, en Charente.

## Historique
La commanderie Saint-Jean-Baptiste de Malleyrand créée par l'ordre du Temple est devenue après la dévolution une commanderie hospitalière.
Elle est à nouveau classée monument historique depuis 1994. Elle l'a en effet été jusqu'en 1870

## Description
La commanderie date du XIIe siècle. Un clocher arcade domine le pignon et le chevet plat est éclairé par un triplet.
Sa voûte d'origine a été remplacée par un plafond lambrissé vers 1980.